# Centromerus denticulatus
Centromerus denticulatus là một loài nhện trong họ Linyphiidae.
Loài này thuộc chi Centromerus. Centromerus denticulatus được James Henry Emerton miêu tả năm 1909.